# Wigmore Hall

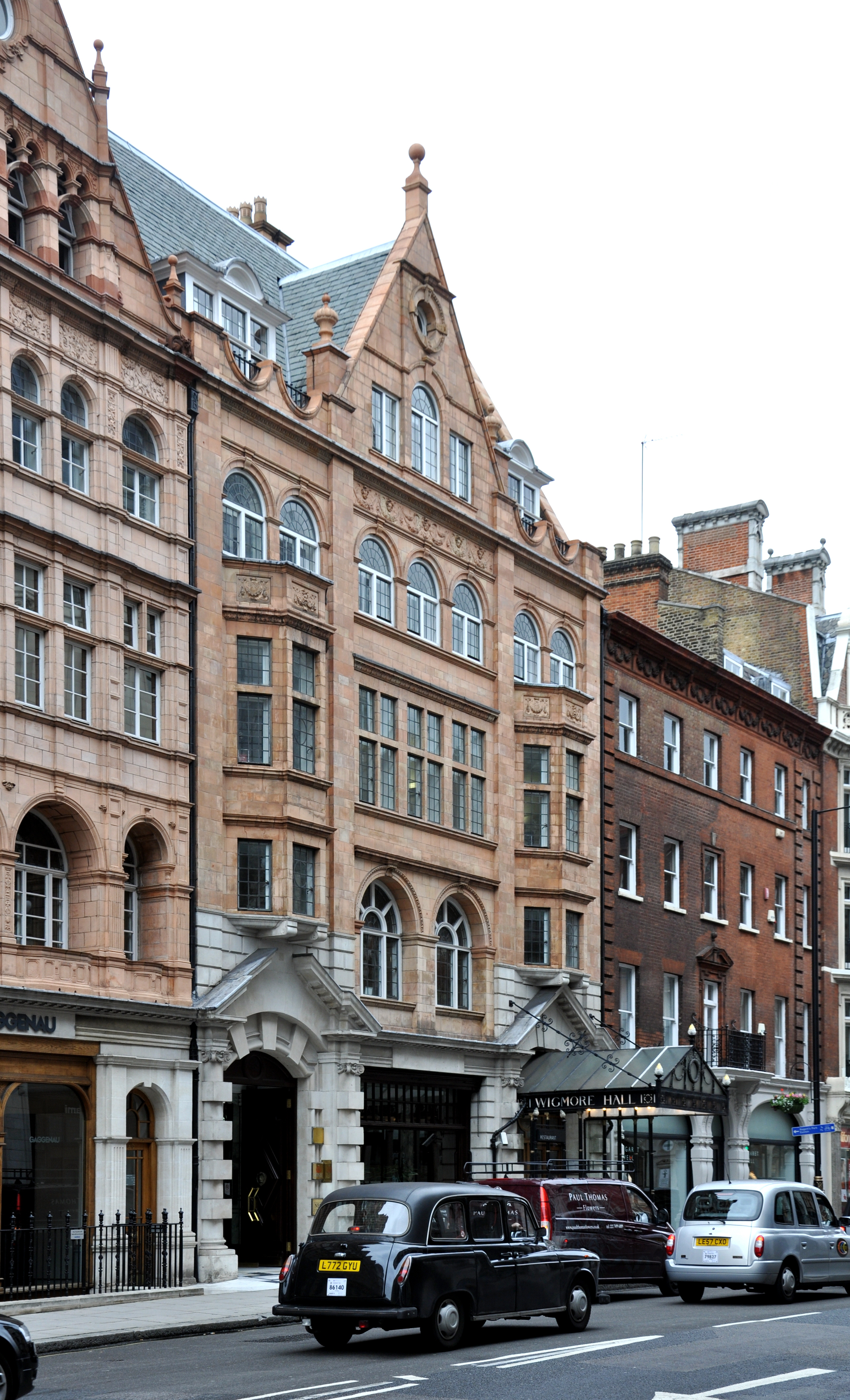
Wigmore Hall

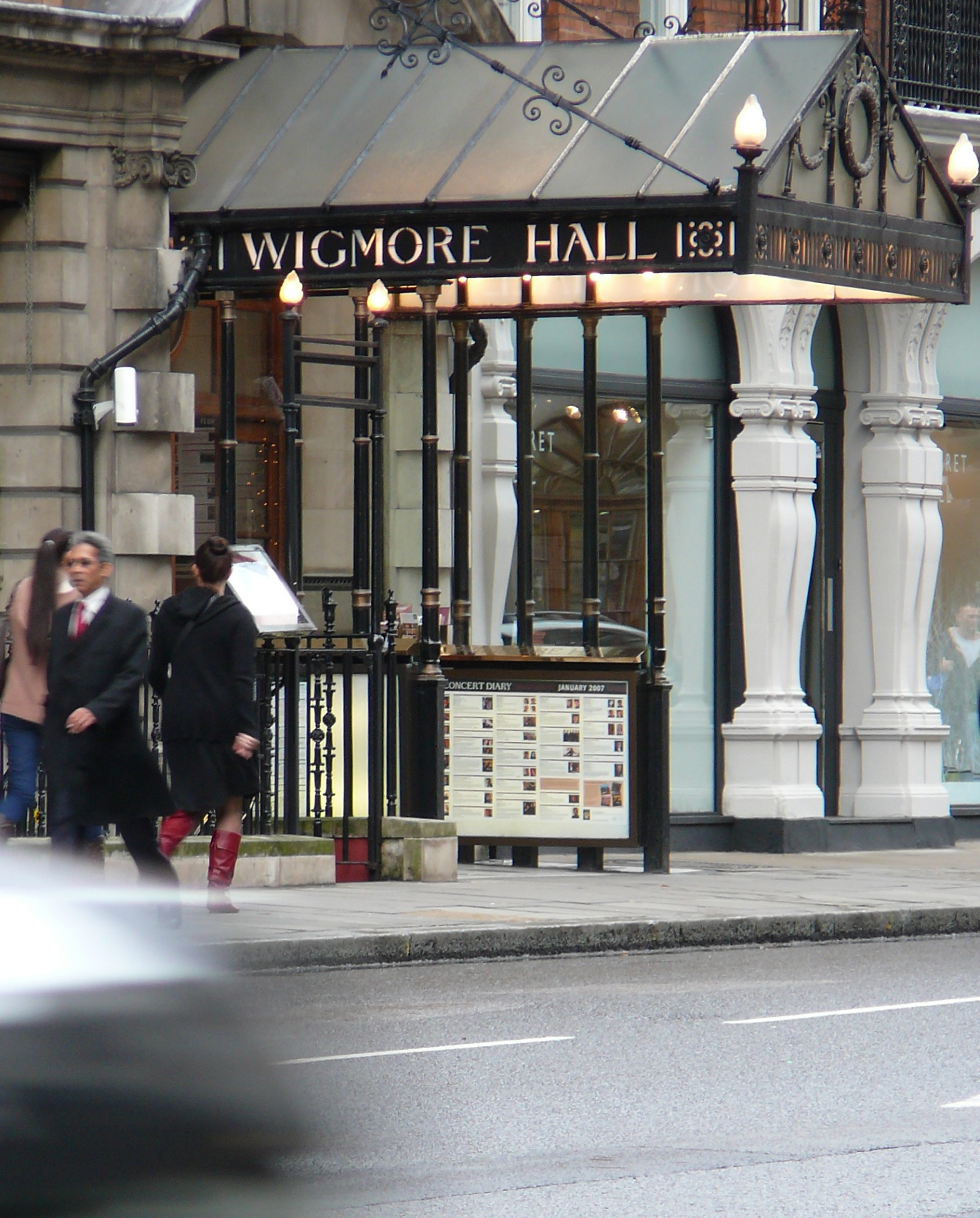
Eingang der Wigmore Hall mit seiner Pergola aus Eisen und Glas

Die Wigmore Hall ist ein Konzertsaal in London in der Wigmore Street 36. Er wird wegen seiner hervorragenden Akustik, vor allem für Kammermusik und Liederabende, als einer der besten Konzertsäle der Welt geschätzt.

## Geschichte
Der Saal wurde 1901 von der Berliner Pianoforte-Fabrik C. Bechstein als Bechstein Hall errichtet. Für Entwurf und Planung wurde der bekannte Londoner Architekt Thomas Edward Collcutt engagiert, der auch das Savoy Hotel entworfen hatte. Der Bau kostete rund 100.000 £.
Bechstein war damals einer der renommiertesten Hersteller von erstklassigen Klavieren und Flügeln. Stärkster Konkurrent war die New Yorker Firma Steinway & Sons. Diese hatte mit der Errichtung von exklusiven Verkaufsräumen mit angeschlossenem Konzertsaal, den sogenannten Steinway Halls, großen Erfolg. In der Folge ließ Bechstein in der Nachbarschaft zu den bereits bestehenden Geschäftsräumen in der Wigmore Street die Bechstein Hall mit 400 Sitzplätzen bauen; mit einem Konzert des Pianisten Ferruccio Busoni und des Violinisten Eugène Ysaÿe wurde der Saal am 31. Mai 1901 eröffnet. Weitere Konzertgebäude dieser Art errichtete Bechstein in Paris und Sankt Petersburg.
Mit Ausbruch des Ersten Weltkriegs und der darauf folgenden Enteignung als Feindesgut und Schließung wurde die Londoner Bechstein Hall im Jahre 1916 zwangsversteigert. Im darauffolgenden Jahr wurde der Konzertsaal in Wigmore Hall umbenannt und wieder für den Konzertbetrieb geöffnet. Heutiger Eigentümer ist The Wigmore Hall Trust.

## Künstlerische Ausgestaltung
Die wegen ihrer Wandmalerei berühmte Bühne zeigt im Hintergrund eine Allegorie der Künste und des Kunsthandwerks nach Entwurf von Gerald Moira (1867–1959); ausgeführt wurde die Malerei von Lynn Jenkins (1870–1927). Die zentrale Figur symbolisiert die Seele der Musik vor einem Ball aus ewigem Feuer, der den Genius der Harmonie versinnbildlicht. 
Das gegenüberliegende Bild zeigt Psyche, wie sie – als Symbol der menschlichen Seele – einen Komponisten inspiriert, der Musik auf eine Papierrolle zeichnet. Der Hintergrund zeigt einen tiefblauen Himmel, darüber schweben silbergraue Wolken des göttlichen Mysteriums.
Die Kuppel wurde anlässlich der Sanierung der Halle 1991/92 restauriert.